# マイカルハミングバード
株式会社マイカルハミングバード（MYCAL HUMMINGBIRD CO.,LTD.）は、かつて存在した日本のレコード会社。前身の株式会社ハミングバードについてもこの項で扱う。

## 沿革

### 株式会社ハミングバード
- 1983年2月23日、総合小売業のニチイ（後のマイカル。2011年3月にイオンリテールと合併）が70％を出資し、株式会社ハミングバード設立。そのきっかけは、ニチイ社長の小林敏峯とパイオニアの社長（いずれも当時）が知己の間柄で、ある日パイオニア社長が、ワーナー・パイオニアで新規事業を計画していた当時の常務[注 1] を小林に紹介した事であった[1]。
  - このパイオニア常務→ハミングバード社長は、読売新聞の運動部記者の後、読売ジャイアンツのフロント時代にトレード交渉の担当やオーナー秘書・広報担当を務め、パイオニアに転職後、プロ野球選手を引退した難波昭二郎を同社に紹介した坂本幸夫である[2]。
- 1985年には中村あゆみのシングル『翼の折れたエンジェル』がカップヌードルのCMソングとなったことから話題を呼んで大ヒット。同じ年にデビューした浅香唯は、当初ヒット曲に恵まれなかったものの、1986年から1987年にかけて放送されたフジテレビのドラマ『スケバン刑事III 少女忍法帖伝奇』で主役を務めたのをきっかけに人気が上昇。1989年に公開された浅香の主演映画『YAWARA!』では、マイカルグループが製作に参加、総指揮を小林が務めた。
- ハミングバード設立当初は、販売提携先・製造先がビクター音楽産業や、日本エイ・ブイ・シーだったが、パイオニアが資本参加したのを機に[3]、販売提携先がパイオニアLDCに変更された。パイオニアLDCに販売元移管後も、CDプレスに関してはしばらく日本ビクター（現：JVCケンウッド。マスタリングおよびプレス部門はビクタークリエイティブメディア→JVCケンウッド・クリエイティブメディアとして分社化）に委託していたが、その後パイオニアの関連会社であったパイオニアビデオへ変更になっている。
- 1990年は第2次バンドブームの最中であり、ハミングバードからも女性バンドPINK SAPPHIREが登場。デビューシングルのフジテレビ系月9ドラマ『キモチいい恋したい!』主題歌『P.S. I LOVE YOU』がヒットした。

### 株式会社マイカルハミングバード
- 1992年、事業の不振に伴い旧ハミングバードを清算、新たに株式会社マイカルハミングバードを設立。新会社に音楽事業を承継し（パイオニアLDCとの販売提携も継続）、あわせてグループ内の広告・販促業務も集約した[4]。
- ハミングバード時代にも映像事業が行われていたが、マイカルハミングバードの設立後の1992年、映像事業専門レーベルtaxco（タスコ）が立ち上げられ本格始動した。販売元はバンダイビジュアルと提携し、レーザーディスクを中心としたラインナップを揃えていった。
  - ハミングバード時代の販売元であったビクター音楽産業製作のメガゾーン23シリーズ、ウインダリア、BIRTHなどのOVA作品、円谷プロダクション製作のウルトラマンシリーズなど実写特撮作品を発売し好評であった。
- 1993年には松田樹利亜『だまってないで』などのヒットもあったが、その後も大型アーティストに恵まれず、1994年8月、音楽・映像事業をwea japanに譲渡[5][6]。その後、マイカルハミングバードは清算された。音楽事業の譲渡先がワーナーミュージック・ジャパンになったのは、ワーナー・ブラザースとマイカルが複合映画館事業で合弁会社を設立していた事も関係している。taxcoレーベルは他社へ引き継がれることなく消滅した。
- 1994年10月1日にwea japan内にレーベルが移管され[7]1996年まで存続したが、現在はレーベル名も完全に消滅している。ハミングバード音源の再発売盤やコンピレーション盤では、紙ジャケット復刻版などでレーベル名を再現する場合を除いてワーナーミュージック・ジャパンのロゴが使われている。
  - 松田樹利亜や市原真紀・BLOWなど当レーベルに所属していたアーティストは、wea japanへ移籍と同時に全旧譜がwea japanの品番で再発売された。
  - 浅香唯・中村あゆみ・仙道敦子・PINK SAPPHIRE・NOBODYの一部旧譜のみ、1995年にwea japanの廉価版シリーズ”音泉シリーズ1500”で再発売されている。
- 本社のあった東京・赤坂のビル（東京都港区赤坂8-5-30）は、ニチイなどグループ各社も入居し、マイカルグループの東京地区における拠点となっていた[8]。

## 作品をリリースしていた主なアーティスト
- AXXL
- 愛染恭子
- 秋庭豊とアローナイツ
- 浅香唯
- 天野滋（元NSP）
- 新井正人
- 市原真紀
- 井上晴美
- 詩子
- 江利じゅん
- 風間三姉妹
- 工藤夕貴
- 草地章江
- コルベッツ
- THE STRIKES
- 白石さおり
- SCOOP
- 須藤薫（CBS・ソニーから移籍。その後ファンハウスへ）
- 仙道敦子（TBS系金曜ドラマ『徹底的に愛は…』では、共に主役を務めた吉田栄作との“NOA”名義で主題歌を担当した）
- 田中ミツル
- 土家里織
- 東京バナナボーイズ
- 中村あゆみ
- 野澤恵（のざわあや）
- NOBODY
- 林隆三
- 林竹洋子（柏村武昭夫人。元はしだのりひことエンドレス）
- 原田伸郎
- 火野正平
- PINK SAPPHIRE
- 藤原久美
- BLOW
- BON CHIC（フジテレビ系ドラマ『もう誰も愛さない』主題歌『とどかぬ想い』の日本語バージョンを歌っていた）
- 松田樹利亜[9]
- MOON DOGS（イクラちゃんこと井倉光一のバンド）
- 山口弘美
- 山本正之
- 吉沢瞳
- 米村裕美
- LAV（元KATZEの高山克彬、元ZIGGYの大山正篤、守山賢が結成したバンド）

（50音順）

## 備考
- 草地章江がデビュー当初所属していたが、彼女が出演していたOVA『アイドル防衛隊ハミングバード』、及び同作品から生まれたグループとは無関係である。
- 録音エンジニア、落語音源蒐集家の草柳俊一が録音課に在籍していたことがある。